# فضيلة اللواتي
ولدت فضيلة اللواتي في 3 مارس 1979 ، هي مصارعة تونسية من حجم الصغيرات ووزن الذبابة (تحت 48 كلغ)، تميزت فضيلة بالمثابرة والتركيز كما قامت بالتدريبات في مركز الإدماج برادس . 
فازت فضيلة اللواتي بلقب البطولة الأفريقية للمصارعة في سنة 1998 و 2002 و 2003 و 2004. وهي أيضا صاحبة الميدالية الذهبية لسنة 1999 و 2003 للألعاب الإفريقية وكذلك في دورة ألعاب البحرالأبيض المتوسط لسنة 2001
كما شاركت في دورة الألعاب الاولمبية الصيفية لعام 2004 في أثينا أين تحصلت على المرتبة 14 .

## وصلات خارجية
- فضيلة اللواتي على موقع قاعدة بيانات المصارعة الدولية (الإنجليزية)
- فضيلة اللواتي على موقع اللجنة الأولمبية الدولية (الإنجليزية)
- فضيلة اللواتي على موقع أوليمبيديا (الإنجليزية)

- قالب:Bases sport